# Coupe de France de football 1925-1926
Navigation
Coupe de France 1924-1925 Coupe de France 1926-1927
La Coupe de France de football 1925-1926 est la neuvième édition de la Coupe de France de football, à laquelle 322 clubs français prirent part. Le tenant du titre, le CASG Paris, fut rapidement éliminé. 
Le vainqueur de cette édition fut l'Olympique de Marseille, qui remporta sa deuxième Coupe. En finale, l'OM a disposé de l'AS Valentigney, petit club du Doubs dont tous les joueurs travaillaient à l'usine Peugeot de Montbéliard. Valentigney champion de la Ligue France-Comté-Bourgogne, parvient à ce stade de la compétition en réussissant l'exploit de battre le FC Rouen en quarts de finale puis le CA Vitry, la surprise parisienne de la saison, en demi-finales.

## Tours préliminaires
La Fédération organise des tours préliminaires avant les trente-deuxièmes de finale depuis sa troisième édition. Trois tours préliminaires sont joués lors de l'édition 1925-1926 : le premier le 11 octobre 1925, le deuxième le 8 novembre 1925 et le troisième le 22 novembre 1925,.

## Trente-deuxièmes de finale
Les trente-deuxièmes de finale ont eu lieu le 6 décembre 1925, le 20 décembre pour les matchs rejoués.
| Équipe 1               | Score      | Équipe 2                | Lieu | Spectateurs |
| US Saint-Servan        | 2 - 1      | UA Paris XVIe           |      |             |
| Stade quimpérois       | 4 - 1      | USA Limoges             |      |             |
| Stade rennais UC       | 2 - 2 a.p. | Racing Club Rouen       |      |             |
| Stade rennais UC       | 4 - 2      | Racing Club Rouen       |      |             |
| FC Rouen               | 3 - 2      | Standard AC             |      |             |
| AS Valentigney         | 3 - 2      | Gallia Club Lunel       |      |             |
| CA Vitry               | 2 - 1      | Armoricaine de Brest    |      |             |
| Stade havrais          | 1 - 1 a.p. | AF Garenne-Colombes     |      |             |
| Stade havrais          | 1 - 0      | AF Garenne-Colombes     |      |             |
| SC Sélestat 1906       | 3 - 2      | RC Arras                |      |             |
| AS Strasbourg          | 3 - 1      | SC Reims                |      |             |
| RC Strasbourg          | 2 - 1      | Red Star                |      |             |
| US Tourcoing           | 2 - 0      | Gallia Club Soissons    |      |             |
| Stade raphaëlois       | 5 - 0      | La Bastidienne Bordeaux |      |             |
| US Quevilly            | 2 - 0      | Olympique de Paris      |      |             |
| CASG Paris             | 5 - 2      | FC Grenoble             |      |             |
| US Suisse              | 2 - 1      | FC Mulhouse             |      |             |
| Stade montois          | 3 - 1      | SC Nîmes                |      |             |
| SA Provençaux          | 1 - 0      | Stade Bordelais         |      |             |
| CA Metz                | 7 - 1      | SC Douai                |      |             |
| Olympique de Marseille | 8 - 2      | CS Lyon                 |      |             |
| Stade français         | 4 - 0      | Stade lavallois         |      |             |
| FC Dieppe              | 3 - 1      | Gallia Club Paris       |      |             |
| FC Cette               | 10 - 1     | Red Star CA Limoges     |      |             |
| AS Cannes              | 3 - 0      | Lyon OU                 |      |             |
| Racing Calais          | 3 - 0      | FC Dyonisien            |      |             |
| CS Jean Bouin          | 6 - 0      | Tigres Vendéens         |      |             |
| AC Amiens              | 2 - 1      | FC Bischwiller 07       |      |             |
| Lille Olympique        | 2 - 1      | SO de l'Est             |      |             |
| US Boulogne            | 10 - 3     | ES Juvisy               |      |             |
| Le Havre AC            | 4 - 1      | FEC Levallois           |      |             |
| Club français          | 8 - 3      | FC Braux                |      |             |
| Stade Roubaix          | 2 - 1      | AS Metz                 |      |             |
| JA Saint-Ouen          | 5 - 4      | RC Roubaix              |      |             |

## Seizièmes de finale
Les seizièmes de finale ont eu lieu le 10 janvier 1926, le 24 janvier pour le match rejoué.
| Équipe 1               | Score      | Équipe 2         | Lieu | Spectateurs |
| CA Vitry               | 3 - 0      | Stade rennais UC |      |             |
| FC Rouen               | 3 - 1      | US Saint-Servan  |      |             |
| AS Valentigney         | 3 - 1      | CA Metz          |      |             |
| CS Jean Bouin          | 2 - 1      | Stade havrais    |      |             |
| RC Strasbourg          | 1 - 0      | Lille Olympique  |      |             |
| US Tourcoing           | 2 - 0      | AS Strasbourg    |      |             |
| US Quevilly            | 3 - 1      | JA Saint-Ouen    |      |             |
| US Suisse              | 2 - 1      | Stade raphaëlois |      |             |
| Olympique de Marseille | 8 - 2      | SC Sélestat 1906 |      |             |
| Stade français         | 6 - 1      | FC Dieppe        |      |             |
| FC Cette               | 3 - 3 a.p. | Stade montois    |      |             |
| FC Cette               | 2 - 0      | Stade montois    |      |             |
| AS Cannes              | 8 - 3      | SA Provençaux    |      |             |
| Club français          | 1 - 0 a.p. | Racing Calais    |      |             |
| AC Amiens              | 2 - 1      | Stade quimpérois |      |             |
| Le Havre AC            | 1 - 1 a.p. | US Boulogne      |      |             |
| Le Havre AC            | 2 - 1      | US Boulogne      |      |             |
| Stade Roubaisien       | 3 - 2      | CASG Paris       |      |             |

## Huitièmes de finale
Les huitièmes de finale ont eu lieu le 7 février 1926, les 21 et 28 février pour le match rejoué.
| Équipe 1               | Score      | Équipe 2         | Lieu                            | Spectateurs     |
| CA Vitry               | 4 - 2      | Stade Roubaisien | (Rouen)                         | 4 000           |
| FC Rouen               | 7 - 1      | AC Amiens        | (Lille)                         |                 |
| AS Valentigney         | 6 - 3      | CS Jean Bouin    | Stade de Paris (Saint-Ouen)     |                 |
| US Tourcoing           | 2 - 0      | Le Havre AC      | Stade Moulonguet (Amiens)       |                 |
| Olympique de Marseille | 4 - 0      | US Quevilly      | Stade Buffalo (Montrouge)       | public nombreux |
| Stade français         | 2 - 0      | RC Strasbourg    | Stade Saint-Symphorien (Metz)   | 6 000           |
| FC Cette               | 2 - 2 a.p. | US Suisse        | Stade de l'Huveaune (Marseille) |                 |
| FC Cette               | 3 - 3 a.p. | US Suisse        | Stade Pershing (Paris)          |                 |
| FC Cette               | 5 - 3      | US Suisse        | Stade de l'Huveaune (Marseille) |                 |
| Club français          | 2 - 0      | AS Cannes        | Stade municipal (Lyon)          |                 |

## Quarts de finale
Les quarts de finale ont eu lieu le 7 mars 1926, le 21 mars pour le match rejoué.
| Équipe 1                            | Score | Équipe 2                 | Lieu                               | Spectateurs     |
| CA Vitry (DH Paris)                 | 2 - 1 | Club français (DH Paris) | Stade de la Cavée verte (Le Havre) | 7 000           |
| AS Valentigney (DH Fr.Comté-Bourg.) | 4 - 2 | FC Rouen (DH Normandie)  | Stade Tivoli (Strasbourg)          | 3 500           |
| Olympique de Marseille (DH Sud-Est) | 4 - 2 | US Tourcoing (DH Nord)   | Stade olympique (Colombes)         | 8 à 10 000      |
| Stade français (DH Paris)           | 1 - 2 | FC Cette (DH Sud-Est)    | Stade municipal (Lyon)             | public nombreux |
| Stade français (DH Paris)           | 4 - 2 | FC Cette (DH Sud-Est)    | Stade municipal (Lyon)             | public nombreux |

## Demi-finales
Les demi-finales ont eu lieu le 28 mars 1926.
| Équipe 1                            | Score | Équipe 2                  | Lieu                   | Spectateurs     |
| AS Valentigney (DH Fr.Comté-Bourg.) | 2 - 1 | CA Vitry (DH Paris)       | Stade Pershing (Paris) | 20 000          |
| Olympique de Marseille (DH Sud-Est) | 5 - 0 | Stade français (DH Paris) | Stade municipal (Lyon) | public nombreux |

## Finale
| Clubs                  | Olympique de Marseille - AS Valentigney |
| Score                  | 4 - 1 (3 - 1) |
| Date                   | 9 mai 1926 |
| Stade                  | Stade olympique Yves-du-Manoir, Colombes 30 000 spectateurs - Recette : 226 203 F |
| Arbitre                | Georges Balvay |
| Buts                   | Dewaquez (16e et 80e), de Ruymbecke (26e) et Boyer (33e) pour Marseille Chavey (40e) pour Valentigney |
| Olympique de Marseille | Paul Seitz - André Durbec, Joseph Jacquier - Louis Subrini, Ernest Clère, Raoul Blanc - Jules Dewaquez, Douglas de Ruymbecke, Jean Boyer (cap.), Édouard Crut, Maurice Gallay Entraîneur : Victor Gibson |
| AS Valentigney         | Henri Entz - Roger Lovy, Valéry Simonin - Henri Rigoulot, Georges Goll (cap.), Raoul Richard - Étienne Grédy, Léon Van Praet, Edmond Chavey, Louis Haenni, Louis Schaff                                  |